# Ralph Kimball
Ralph Kimball (n. 1944) este un autor cunoscut în informatică, pe subiectul Data Warehouse și Business Inteligence. A dezvoltat metodologia de modelare dimensionala (dimensional modeling). Scrie rubrica "Data Warehouse Designer" pentru revista Intelligent Enterprise.